# Me colé en una fiesta
«Me colé en una fiesta» fue el tercer sencillo de Mecano, grupo español de tecno-pop. Llegó a las tiendas el 22 de marzo de 1982 (CBS A-2165) como anticipo de la inminente publicación del primer álbum del grupo.
La canción es uno de los temas insignes del primer álbum del grupo, Mecano. Se la puede catalogar como canción de ritmo rápido, melodía muy pegadiza y letra un tanto cómica y muy cotidiana por las cosas que se narran en ella.
La autoría es de Ignacio Cano, quien durante la primera etapa de la discografía del grupo fue el que acaparó los títulos que se llegaban a publicar como sencillos.
La canción en sí nos habla de un muchacho que pretende colarse en una fiesta a la cual no ha sido invitado. Una vez dentro, comienzan a pasarle cosas divertidas y al final la historia tiene un desenlace inesperado.
Según la versión ofrecida por Miguel Ángel Arenas "Capi", productor musical y descubridor de grupos como Pecos o el propio Mecano, la canción tiene su origen en el decimosexto cumpleaños de Olvido Gara, "Alaska" celebrado en Casa Costus a la que asistió junto con Nacho Cano.
Esta canción, en 1983, fue seleccionada para adaptarla al inglés a manera de sencillo de prueba y así lanzarlo en el mercado anglosajón (específicamente Inglaterra), para ir introduciendo a Mecano a ese tipo de público. El sencillo no tuvo éxito y pasó a ser una rareza. La versión en inglés de «Me colé en una fiesta» se retituló bajo el nombre «The uninvited guest» y fue el primer sencillo de Mecano en ser publicado en un idioma diferente al castellano.
Como cara B del sencillo se escogió la canción «Boda en Londres», un marchoso instrumental tecno-pop muy bailable, que se incluyó también en el citado álbum.

## Portada
Sobre un fondo marrón, una foto de los tres miembros del grupo en un plano medio nos los muestra vestidos de blanco con ropas new romantic, destacando el vistoso cuello de la blusa de Torroja. Sobre la foto se halla el logo del grupo (con los laureles) y debajo de ella el título de la canción principal. En la contraportada se halla la letra de la única de las dos canciones que la posee (la cara B es instrumental) y unas fotos promocionales de los dos sencillos anteriores y el álbum cuya publicación estaba muy próxima.

## Videoclip
El videoclip de esta canción fue grabado en 1982, pero por razones nunca publicadas se ha mantenido fuera de la videografía oficial de Mecano. Existen varios rumores entre los que se encuentran que Ana Torroja fue quien decidió su exclusión, puesto que no le parecía adecuado el vestido utilizado en aquel entonces; también se dice que no se halló el original en los archivos de TVE; lo que se sabe por la copia grabada en baja resolución de un canal de tv mexicano; es que era un tanto surrealista y ponía al grupo más estilizado y con trajes de estilo neerlandés.

## Listado de temas (edición original española)

### Cara A
- «Me colé en una fiesta» (4:12)  (I. Cano)

### Cara B
- «Boda en Londres» (instrumental) (3:22)  (I. Cano)

## Otras ediciones

### Sencillo promocional (promo)
Portada del templo griego.

- Lado único: «Me colé en una fiesta»

### Edición europea
Ediciones para el Reino Unido, Italia y Países Bajos.
Variantes de la portada: portada similar, más o menos idéntica, a la del sencillo «Perdido en mi habitación»; otra portada con la foto de Mecano, pero sin llevar ni el título del sencillo ni el nombre del grupo.

#### Cara A
- «The uninvited guest» («Me colé en una fiesta»).

#### Cara B
- «London» («Boda en Londres»)

### Diferentes versiones
- Laura Flores, en su disco debut Barcos de papel (1983)
- Eliana, excantante y presentadora brasileña, en su versión editada para el disco Eliana (1998)
- Fey, del disco La fuerza del destino (2004)
- Luxury 54, del disco En tu fiesta me colé (2005)
- Ana Torroja, en su versión arabesca para el disco Me cuesta tanto olvidarte (2006)

## Posicionamiento en listas
| Lista (1982)                | Mejor posición |
| --------------------------- | -------------- |
| España (Los 40 Principales) | 1              |